# 新加坡驻广州总领事馆
新加坡共和国驻广州总领事馆（英語：Consulate General of the Republic of Singapore in Guangzhou），是新加坡共和国驻中华人民共和国的六座使领馆之一，于2006年设立于广东省广州市。

## 领馆信息
新加坡驻广州总领事馆的辖区包括广东省、贵州省、海南省、湖南省、云南省，以及广西壮族自治区。
它是由在2003年6月25日设立的新加坡驻厦门总领事馆广州领事办公室升级而来的。其主要任务是维护该辖区内的新加坡公民的合法利益及权利，并致力于推动、促进与发展新加坡和这些省份的全方位交流与合作。

### 工作时间
| 周一到周五                     | 周六及周日 |
| ------------------------------ | ---------- |
| 上午8:30到12:30 下午1:30到5:00 | 休息       |

注：中国公共假期及新加坡国庆日（8月9日）不对外办公。

### 领馆官员
| 职务                 | 姓名   |
| -------------------- | ------ |
| 总领事               | 黄美美 |
| 副领事（行政及领事） | 洪佳琦 |
| 副领事 (政务）       | 吴诗琦 |
| 随员（行政及领事）   | 潘杰智 |

### 联系方式[3]
| 电话         | +86-20-3891-2345                                        |
| 紧急联络电话 | +86-13922296253                                         |
| 电子邮箱     | singcg_gzu@mfa.sg                                       |
| 传真         | +86-20-3891-2933                                        |
| 网站         | https://www.mfa.gov.sg/Guangzhou （页面存档备份，存于） |